# La Motte-Ternant
La Motte-Ternant ist eine französische Gemeinde mit 150 Einwohnern (Stand: 1. Januar 2022) im Département Côte-d’Or in der Region Bourgogne-Franche-Comté. Sie gehört zum Arrondissement Montbard und ist Mitglied im Gemeindeverband Communauté de communes de Saulieu-Morvan. Die Bewohner werden Lamotterais und Lamotteraises genannt.

## Geografie

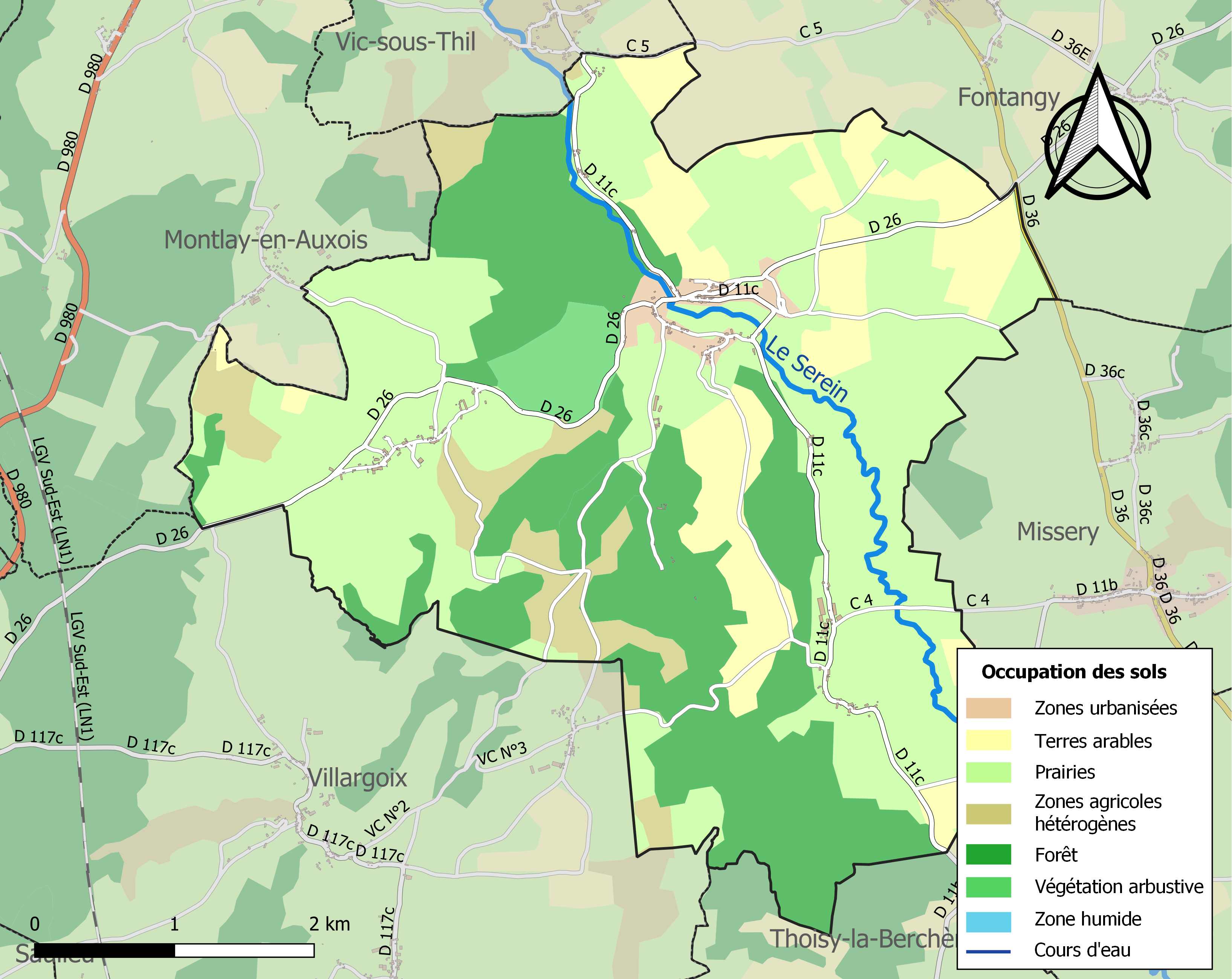
Bodennutzung, Hydrografie und Infrastruktur der Gemeinde (2018)

La Motte-Ternant liegt an der Grenze zwischen der Région naturelle des Auxois und des Morvan, etwa neun Kilometer nordöstlich von Saulieu und etwa 53 Kilometer westlich von Dijon. Höchster Punkt von La Motte-Ternant ist der Hügel Mont-Rond (476 m) an der nordöstlichen Gemeindegrenze. Die Gemeinde befindet sich im Regionalen Naturpark Morvan im Einzugsgebiet der Seine. Ihr Gebiet wird vom Serein entwässert, die es in von Süd nach Nord durchquert, außerdem von seinen Zuflüssen, dem Ruisseau du Pré Meuley, dem Ruisseau le Brazon und dem Ruisseau la Baigne.
Das Gebiet von La Motte-Ternant ist Teil des Natura 2000-Schutzgebiets „Milieux humides, forêts, pelouses et habitats à Chauves-souris du Morvan“ (FR2600987) und von fünf ZNIEFF-Naturzonen. Etwa zwei Drittel der Fläche der Gemeinde werden landwirtschaftlich genutzt, etwa 30 % sind bewaldet.
Umgeben wird La Motte-Ternant von den sechs Nachbargemeinden:
|                   | Vic-sous-Thil                               | Fontangy |
| Montlay-en-Auxois | Kompassrose, die auf Nachbargemeinden zeigt | Missery  |
| Villargoix        | Thoisy-la-Berchère                          |          |

## Bevölkerungsentwicklung
| Jahr                       | 1962 | 1968 | 1975 | 1982 | 1990 | 1999 | 2006 | 2013 | 2020 |
| Einwohner                  | 133  | 215  | 213  | 191  | 185  | 164  | 170  | 172  | 147  |
| Quellen: Cassini und INSEE |      |      |      |      |      |      |      |      |      |

## Sehenswürdigkeiten
- Kirche Saint-Martin aus dem 12. Jahrhundert, seit 1927 als Monument historique eingeschrieben
- Schloss Le Val Croissant aus dem 19. Jahrhundert an der Stelle eines Klosters aus dem 13. Jahrhundert
- Ruinen der Burg aus dem 13. Jahrhundert, abgerissen während der Französischen Revolution, ihr Erdhügel (motte) gab der Gemeinde ihren Namen
- Der Hügel Mont-Rond

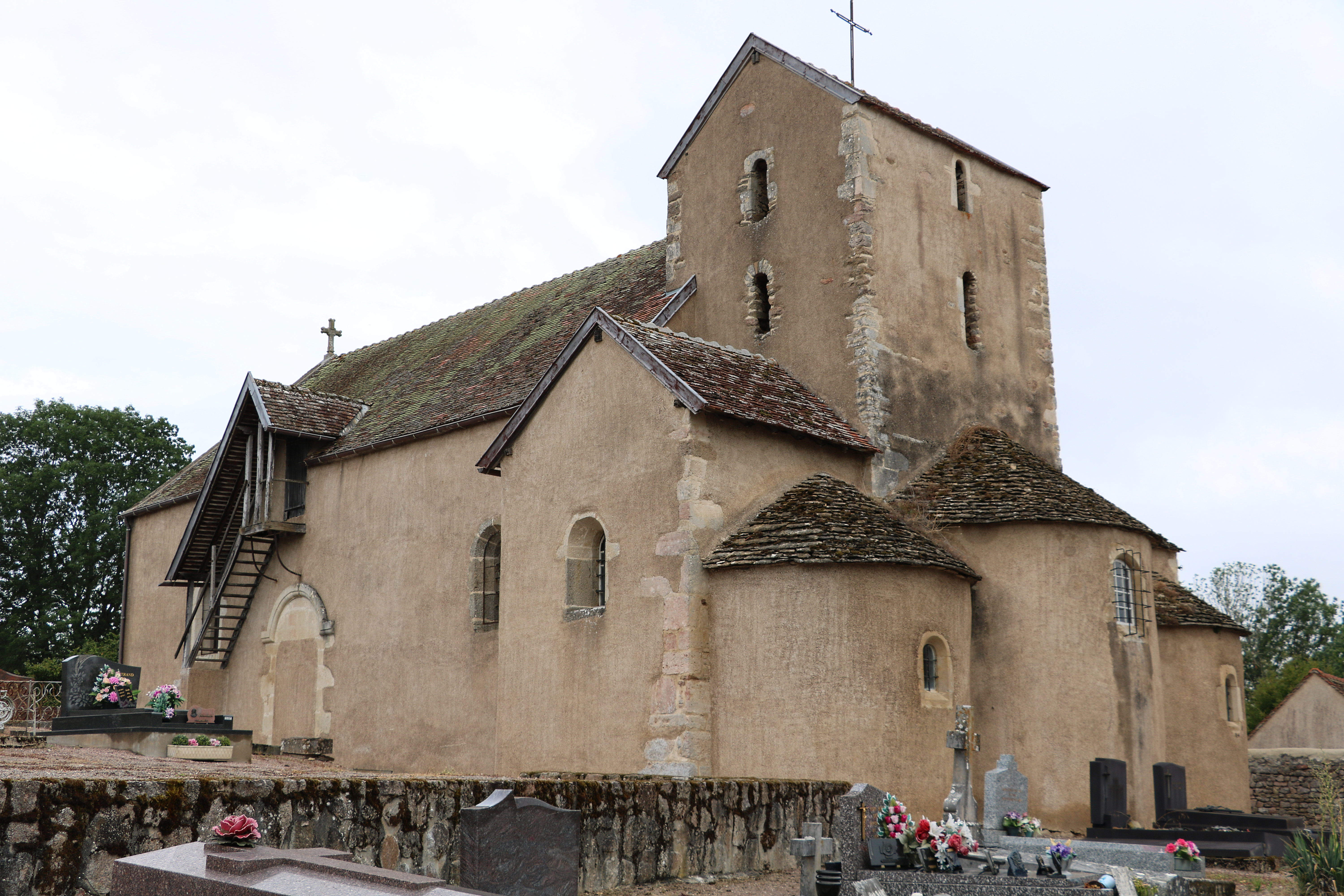
Kirche Saint-Martin
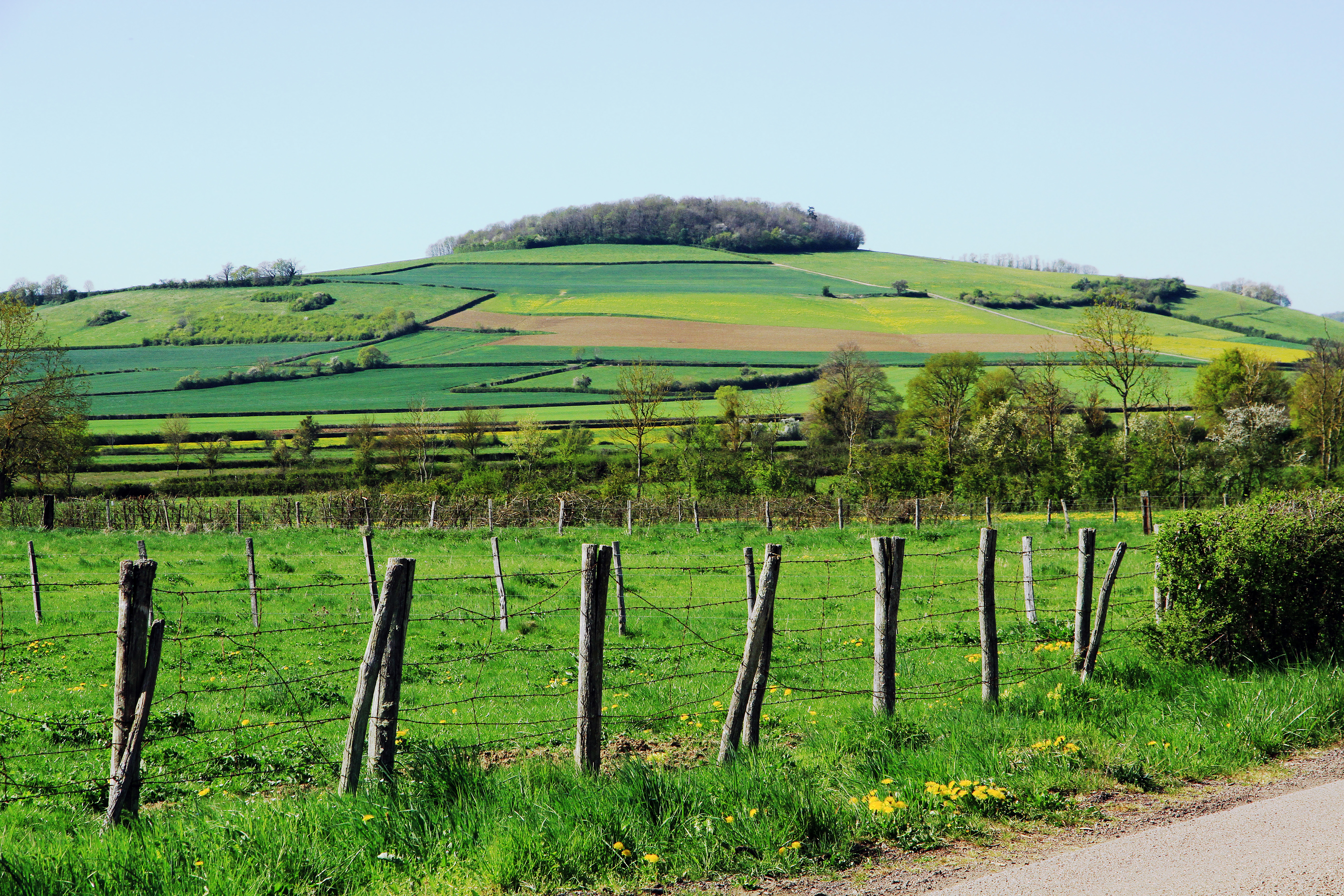
Hügel Mont-Rond